# Arctous
Arctous é um género de plantas com flor da família das Ericaceae, frequentemente incluído no género Arctostaphylos, com o qual apresenta grande proximidade morfológica e filogenética.

## Descrição
Embora os dois géneros estejam relacionados, certos caracteres, como folhas decíduas e marcescentes, com venação rugoso-reticulada e folhas finamente dentadas são mais típicas de Arctous do que Arctostaphylos.
O género inclui as seguintes espécies:
- Arctous alpina (L.) Nied.
- Arctous microphyllus C.Y.Wu
- Arctous rubra (Rehder & E.H.Wilson) Nakai